# Bloc Party
Bloc Party – angielska grupa rockowa powstała w 2002 r.
Ostateczna nazwa została ustalona we wrześniu 2003 roku i zastąpiła poprzednie Superheroes of BMX, The Angel Range, Diet oraz Union. Pochodzi ona od angielskiego określenia block party, które oznacza „mały, organizowany przez społeczność osiedlową festiwal, na którym występują okoliczne grupy muzyczne”. Jak zaznacza sama grupa, brak litery „K” w nazwie jest spowodowany jedynie względami estetycznymi, nie zaś aluzją do Soviet Bloc (blok socjalistyczny) czy Bloc Québécois (Blok Quebecu).

## Skład
- Kele Okereke – wokal, gitara
- Russell Lissack – gitara
- Justin Harris – gitara basowa, wokal wspierający
- Louise Bartle – perkusja

## Dyskografia

### Albumy
- Silent Alarm – 2005
- Silent Alarm Remixed – 2005
- A Weekend in the City – 2007
- Intimacy – 2008

- Intimacy Remixed – 2009
- Four – 2012

- Hymns – 2016
- Alpha Games – 2022

### EP
- Bloc Party EP – 2004

Little Thoughts EP – 2004
- Two More Years EP – 2005

### Single
- „She's Hearing Voices” – 2004
- „Banquet/Staying Fat” – 2004
- „Little Thoughts” – 2004
- „Helicopter” – 2004
- „Tulips” – 2005
- „So Here We Are” – 2005
- „Banquet” – 2005
- „The Pioneers” – 2005
- „Two More Years” – 2005
- „The Prayer” – 2007
- „I Still Remember” – 2007
- „Hunting for Witches” – 2007
- „Flux” – 2007
- „Talons” – 2008
- „One Month Off” – 2009
- „Signs” – 2009

- „One More Chance” – 2009
- Octopus – 2012
- Kettling – 2012
- Truth – 2013

- Ratchet – 2013

- The Love Within – 2015

### Covery innych zespołów
- Fort Minor – Bloc Party (cover piosenki Banquet)

## Teledyski
| Rok  | Utwór                       | Reżyseria                  |
| ---- | --------------------------- | -------------------------- |
| 2004 | „Banquet” (version 1)       | Nautilus                   |
| 2004 | „Little Thoughts”           | Ben Dawkins                |
| 2004 | Helicopter (UK version)     | Type2error                 |
| 2004 | „So Here We Are”            | AlexandLiane               |
| 2005 | „Tulips”                    | Charles Spano & Tim Sutton |
| 2005 | „Banquet” (version 2)       | AlexandLiane               |
| 2005 | „Banquet” (version 3)       | Scott Lyon                 |
| 2005 | „Pioneers”                  | Minivegas                  |
| 2005 | „Banquet” (The Streets Mix) | Adam Smith                 |
| 2005 | „Helicopter” (US version)   | Minivegas                  |
| 2005 | „Two More Years”            | Dominic Leung              |
| 2006 | „The Prayer”                | Walter Stern               |
| 2006 | „I Still Remember”          | Aggressive                 |
| 2007 | „Hunting for Witches”       | OneInThree                 |
| 2007 | „Flux”                      | Ace Norton                 |
| 2008 | „Mercury”                   | Ace Norton                 |